# Don Segundo Sombra
Don Segundo Sombra è un romanzo pubblicato nel 1926 dallo scrittore argentino Ricardo Güiraldes.

## Trama
La voce narrante è un giovane di quattordici anni che vive con delle zie. Qualche anno prima era stato allontanato dalla madre per essere portato nel villaggio a studiare ed ha sviluppato un comportamento turbolento. Un'altra figura si occupa di lui ma più saltuariamente: don Fabio Cáceres. Dopo qualche anno le zie avevano deciso che non aveva più senso che continuasse ad andare a scuola per cui passava moltissimo tempo in strada e all’osteria. Tutti sapevano che era un “bastardo” ma lo prendevano in simpatia anche se qualche volta eccedeva con la lingua e gli scherzi.
Una sera mentre rientrava nel villaggio s’imbatte in un forestiero a cavallo e rimane folgorato dall’incontro con un vero gaucho. L’uomo si chiamava don Segundo Sombra come apprese all’osteria dove lo aveva seguito, ed era alla ricerca di un lavoro. Altro avventore dell’osteria è Burgos, un ubriaco che prova ad attaccar briga con don Segundo che però resosi conto dello stato dell’uomo fa di tutto per non farsi coinvolgere. L’ubriaco esce e si mette nell’ombra per attaccarlo con un coltello ma al ragazzo non sfugge quest’azione ed avverte don Segundo del pericolo. Il gaucho esce ed affronta l’ubriaco e ne sventa l’attacco.
A casa delle zie il ragazzo la notte prende la decisione di scappare subito e di andare anche lui alla fattoria dove sapeva si sarebbe diretto don Segundo. La mattina successiva alla fattoria dei Galvan incontra un amico, Goyo che capisce che il ragazzo è scappato: gli viene presentato il padrone che lo accetta nella fattoria. Arriva don Segundo e gli viene affidata una transumanza di bestiame: il ragazzo rendendosi conto che dal villaggio potrebbero facilmente venire a sapere dove si trovasse, decide di chiedere che anche lui possa partire per il viaggio con la mandria e don Segundo. Il padrone accetta la sua proposta e don Segundo potrà occuparsi del suo addestramento.
Sono passati cinque anni sotto l’occhio esperto e le poche parole di don Segundo e il ragazzo è cresciuto. In un ranch nei dintorni di una fattoria in cui erano diretti incontrano don Sixto che sembra vivere come un eremita in un posto desolato. Per la notte don Segundo decide di dormire all’aperto mentre il ragazzo condivide la camera di Sixto, che durante la notte ha delle allucinazioni e inizia a combattere con il coltello contro una presenza immaginaria. Il trambusto di Sixto sveglia don Segundo che interviene a calmarlo. La mattina il ragazzo è ben contento di lasciare quel posto e quella compagnia ma don Segundo gli fa sapere che Sixto aveva un figlio gravemente ammalato e quell’incubo poteva essere stato causato da un aggravamento delle sue condizioni.
Sono impegnati in un lavoro di recupero di animali che si aggiravano per le zone paludose. Le paludi sono infestate da granchi voraci che non aspettano altro che un loro errore. Al ritorno viene attaccato da un toro e durante il combattimento il lazo gli si spezza e cade rompendosi una clavicola. Solo il fatto che alla fattoria ci sia una ragazza a prendersi cura di lui non gli fa pensare che non sia in una buona posizione. Era anche venuto a sapere che il figlio di Sixto era morto nella notte in cui aveva dormito nella sua stanza. Assieme a lui c’è un altro ragazzo suo coetaneo che nutre i suoi stessi interessi nei confronti della ragazza: si chiama Numa ma è goffo e sgraziato e non ha nessuna speranza di conquistarla. Numa diventa sempre più aggressivo e lo affronta con il coltello di fronte a Paula che anche con il suo comportamento aveva portato la situazione ad un punto pericoloso. Il ragazzo schiva l’attacco di Numa e lo ferisce in risposta con un taglio alla fronte. Paula attribuisce la colpa dell’azione al ragazzo che solo in quel momento capisce di essere stato manovrato. Si reca subito dal padrone di casa scusandosi di aver ricambiato la sua ospitalità con simili atti e gli comunica di partire la sera stessa. Il padrone accetta le sue scuse e capisce il suo desiderio di partire: lo lascia andare consigliandogli di non mettersi mai in lite per una donna.
Don Segundo è in una fattoria vicina e proseguono assieme le loro avventure. Arrivano in un paese dove si tiene una festa che prevede delle corse di cavalli. Entrambi perdono, ma mentre don Segundo solo qualche pesos la sorte si accanisce contro il ragazzo che non solo perde tutti i suoi risparmi ma anche i cavalli. Incontrano una vecchia conoscenza: don Pedro Barrales che sembra trattare il ragazzo in maniera diversa dal solito. Il ragazzo risponde in maniera sgarbata tanto che don Segundo lo riprende. Don Pedro ha l’incarico di consegnare una lettera al ragazzo e sulla busta c’è scritto il nome di don Fabio Cáceres. La lettera era da parte di don Leandro Galvan che gli comunicava la morte di don Fabio Cáceres ed il fatto che essendo il ragazzo suo figlio, era dal quel momento l’erede delle sue fortune. Subito si rende conto che la sua vita sarebbe cambiata totalmente e inizialmente pensa di rinunciare a tutto visto che ha già capito che con la sua ricchezza già sono cambiati i rapporti con le persone che meglio conosce.  Don Segundo accetta di rimanergli vicino fino a che non raggiungerà la maggiore età. Con l’arrivo della maggiore età e con la consapevolezza del suo nuovo ruolo, il momento dell’addio con don Segundo è inevitabile. Il ragazzo vedendolo per l’ultima volta allontanarsi capisce che lui è il proprietario della fattoria ed il gaucho è il proprietario dell’intera pampa.

## Edizione italiana
- Ricardo Güiraldes, Don Segundo Sombra, traduzione di Luisa Orioli, collana Biblioteca Adelphi, Adelphi, 1966, pp. 247